# Serie D 2018-2019
La Serie D 2018-2019 è stata la 71ª edizione del massimo campionato dilettantistico, quarto livello della piramide calcistica italiana. Esso è gestito per la 38ª volta dalla Lega Nazionale Dilettanti. La regular season è iniziata il 16 settembre 2018 e si è conclusa il 5 maggio 2019.
Ad aggiudicarsi lo scudetto dilettanti è stato l'Avellino, al suo primo titolo.

## Stagione

### Novità
L'edizione 2018-2019 si rivela tra i più competitivi campionati di quarta serie nazionale della storia. A causa di dissesti economico-finanziari, verificatisi al termine della stagione sportiva precedente, la categoria ospita squadre blasonate appena rifondate, quali Avellino, Bari e Cesena, escluse dalla Serie B 2018-2019 dalla Covisoc, Reggiana e Modena, sempre rifondate dopo, rispettivamente, la fine del campionato di Serie C 2017-2018 e il ritiro dallo stesso torneo a stagione in corso (a seguito di quattro partite perse a tavolino per rinuncia).
L'Avellino torna in Serie D a distanza di 8 anni, il Bari dopo 64, il Cesena dopo 58 e la neonata Reggio Audace - che raccoglie l'eredità dell'ex Reggiana - a 62 anni dall'ultimo esordio, mentre per il Modena è il primo campionato in assoluto nei Dilettanti.
A queste si sommano altre compagini di blasone professionistico, con trascorsi nobili tra la Serie B e la Serie A, presenti già da prima, ossia Como, Messina, Mantova e Taranto.
Al termine del campionato, l'esito fu felice per alcune delle formazioni più blasonate, ma anche per società minori: il primo club a essere promosso in Serie C fu il Lecco, che, dopo sette anni di dilettantismo, ritornò fra i professionisti con un netto margine di vantaggio sulla seconda classificata; a seguire ci furono il quotatissimo Bari, che anch'esso già da tempo aveva preso il largo per la vetta solitaria in classifica, una vincitrice e futura esordiente in assoluto fra i professionisti chiamata AZ Picerno, che in un primo momento venne promossa con tre turni di anticipo e poi rimediò in seguito una penalizzazione di 3 punti (dopo una decisione del giudice sportivo a seguito degli scontri verificatisi tra giocatori nella partita Picerno-Taranto, 0-0), rimandando quindi la festa promozione alla penultima giornata; il Como, che dopo due anni nei dilettanti riconquistò l'accesso a un torneo professionistico, dopo aver conteso il primato al Mantova per tutta la stagione; l'altro quotatissimo Cesena, contro il Matelica; l'Arzignano Valchiampo, che, recuperando 8 punti al giro di boa del campionato, che la separavano dalla capolista, con una giornata d'anticipo, dopo un mozzafiato rush finale a tre e avendo la meglio su Adriese e Union Feltre, vinse per la prima volta nella sua storia il proprio girone del campionato dilettantistico e tornò inoltre, dall'inizio del secondo dopoguerra, a giocare in terza serie e, infine, un'altra vincitrice del proprio girone e poi assoluta esordiente futura nella categoria superiore, la Pianese, dopo un duello al vertice nel girone di ritorno contro il Ponsacco.
Per altre nobili decadute i verdetti si rivelarono ben molto diversi, avendo avuto delle serie difficoltà tecniche: l'Avellino ottenne il salto di categoria con il primo posto solo dopo aver disputato uno spareggio promozione vinto 2-0 sul campo neutro di Rieti contro il Lanusei, che sfiorò l'impresa di venir promosso per la prima volta in assoluto in Serie C e che fu per un breve periodo anche al comando della graduatoria; al contrario andò al Modena, altro nettamente favorito, che perse un altro spareggio decisivo sul campo neutro di Novara per il titolo sportivo di una squadra professionistica contro la Pergolettese, facendoglielo avere dopo cinque anni.
Tuttavia, per meriti sportivi, le blasonate Modena e Reggio Audace saranno ripescate nell'estate a venire nella categoria immediatamente superiore, a completamento organici, in base alla graduatoria dei ripescaggi.
Era peraltro dagli anni '50 che non si verificavano degli spareggi decisivi per una promozione che mettevano di fronte delle società con un certo blasone e, soprattutto, impianto sportivo, nel quarto livello calcistico italiano.

### Aggiornamenti
Nella stagione precedente le squadre partecipanti erano state 167, ossia 5 in sovrannumero rispetto all'organico standard di 162 società. Tuttavia la riduzione a 6 del numero di retrocessioni dalla Serie C (rispetto alle solite 9) consentiva già un parziale riassorbimento di tale eccedenza, prevedendo per questa stagione un torneo con 164 squadre. Un ulteriore posto si è liberato a seguito del fallimento, a stagione 2017-2018 in corso, del Modena, che non ha concluso il campionato di Serie C facendo sì che dalla terza serie retrocedessero solo 5 squadre e portando quindi a 163 il numero di società aventi diritto all'iscrizione. Di queste, tre non si sono iscritte (l'Akragas retrocesso dalla Serie C, il Villabiagio e L’Aquila) e due sono state ripescate in Serie C (Cavese e Imolese). Un ulteriore posto si è liberato a seguito della fusione tra il Racing Fondi (retrocesso dalla Serie C) e l'Aprilia con la nascita di un unico sodalizio, l'Aprilia Racing. Con la riduzione dell'organico, pertanto, a 157, si è proceduto all'integrazione mediante cinque ripescaggi dall'Eccellenza, ripristinando lo standard di 162 partecipanti. A queste si sono successivamente aggiunte, in soprannumero come da norme federali, cinque società di nuova affiliazione, sorte al posto di altrettante escluse dai campionati professionistici. Infine, per evitare gironi con un numero dispari di squadre, si è provveduto a ripescare dall'Eccellenza una sesta squadra, fissando definitivamente a 168 il numero di squadre partecipanti (6 in sovrannumero).
Le squadre non iscritte sono quindi:
- Akragas (Proveniente dalla Serie C)
- Villabiagio
- L’Aquila

Le squadre ripescate in Serie C sono state:
- Cavese
- Imolese

Le 6 società ripescate sono:
- Montebelluna
- Classe
- Jesina

- Cannara
- Anzio
- Villafranca Veronese

Le società di nuova affiliazione sono invece:
- Reggio Audace
- Avellino
- Bari
- Fidelis Andria
- Modena

Nel caso del Cesena l'inserimento non è avvenuto in sovrannumero: la società romagnola, esclusa dalla Serie B, riparte grazie al titolo sportivo del concittadino Romagna Centro, già in organico alla Serie D. Dalla fusione ha così origine il Romagna Centro Cesena.
Avvengono poi le seguenti rinominazioni:
- Il neoretrocesso Racing Fondi si fonde con l'Aprilia dando vita all'Aprilia Racing.
- La S.S.D. Virtus San Nicolò di San Nicolò a Tordino-Teramo sposta la prima squadra a Notaresco (TE), cambiando denominazione in SSD S.N. Notaresco.[6] e cambia i propri colori sociali in rossoblù.

Per quanto concerne le cessioni di titoli, il Savoia cede il titolo sportivo al Nola (che si iscrive così al campionato pur non avendo ottenuto la promozione sul campo); la squadra di Torre Annunziata continua però ad esistere acquisendo il titolo dell'Ercolanese, cui a sua volta subentra la Frattese, che si trasferisce ad Ercolano rinominandosi "Granata 1924" (formazione comunque non riconosciuta erede dell'Ercolanese storica, né ufficialmente né dalla tifoseria).

### Formula
Le 168 squadre sono state suddivise in nove gironi all'italiana, dei quali sei gironi (A, B, C, D, H e I) da 18 club ciascuno, e tre (E, F e G) da 20 club ciascuno, organizzati secondo criteri di vicinanza geografica. Il campionato prevede un turno d'andata e uno di ritorno, con promozione diretta in Serie C 2019-2020 per la vincente di ogni girone.

## Squadre partecipanti
Di seguito la composizione dei gironi comunicata dalla LND.

### Girone A
- Arconatese
- Borgaro
- Borgosesia
- Bra
- Casale
- Chieri
- Fezzanese
- Folgore Caratese
- Inveruno
- Lavagnese
- Lecco
- Ligorna
- Milano City
- Pro Dronero
- Savona
- Sestri Levante
- Stresa
- Unione Sanremo

### Girone B
- Ambrosiana
- Caravaggio
- Caronnese
- Ciserano
- Como
- Darfo Boario
- Legnago
- Mantova
- Olginatese
- Pontisola
- Pro Sesto
- Rezzato
- Scanzorosciate
- Seregno
- Sondrio
- Villa d'Almè
- Villafranca Veronese
- Virtus Bergamo

### Girone C
- Adriese
- Arzignano Valchiampo
- Belluno
- Campodarsego
- Cartigliano
- Chions
- Cjarlins Muzane
- Clodiense
- Delta Porto Tolle
- Este
- Levico
- Montebelluna
- Sandonà 1922
- Sankt Georgen
- Tamai
- Trento
- Union Feltre
- Virtus Bolzano

### Girone D
- Adrense
- Axys Zola
- Calvina Sport
- Ciliverghe Mazzano
- Classe
- Crema
- Fanfulla
- Fiorenzuola
- Lentigione
- Mezzolara
- Modena
- OltrepoVoghera
- Pavia
- Pergolettese
- Reggio Audace
- San Marino
- Sasso Marconi
- Vigor Carpaneto

### Girone E
- Aglianese
- Montevarchi
- Bastia
- Cannara
- Gavorrano
- Ghivizzano
- Massese
- Pianese
- Ponsacco
- Prato
- Real Forte Querceta
- San Donato Tavarnelle
- Sangimignano
- Sangiovannese
- Scandicci
- Seravezza
- Sinalunghese
- Trestina
- Tuttocuoio
- Viareggio

### Girone F
- Avezzano
- Campobasso
- Castelfidardo
- Cesena
- Forlì
- Francavilla
- Giulianova
- Isernia
- Jesina
- Matelica
- Montegiorgio
- Olympia Agnonese
- Pineto
- Recanatese
- Sammaurese
- S.N. Notaresco
- Sangiustese
- Santarcangelo
- Savignanese
- Pro Vasto

### Girone G
- Albalonga
- Anzio
- Aprilia Racing
- Avellino
- Budoni
- Cassino
- Castiadas
- Anagni
- Flaminia CivitaCastellana
- Ladispoli
- Lanusei
- Latina
- Latte Dolce
- Lupa Roma
- Monterosi
- Ostia Mare
- S.F.F. Atletico
- Torres
- Trastevere
- Vis Artena

### Girone H
- Audace Cerignola
- AZ Picerno
- Bitonto
- Fasano
- Fidelis Andria
- FC Francavilla
- Gelbison
- Gragnano
- Granata 1924
- Gravina
- Nardò
- Nola
- Pomigliano
- Sarnese
- Savoia
- Sorrento
- Taranto
- Team Altamura

### Girone I
- Acireale
- Bari
- Castrovillari
- Città di Messina
- Cittanovese
- Gela
- Igea Virtus
- Locri
- Marsala Calcio
- Messina
- Nocerina
- Palmese
- Portici
- Roccella
- Rotonda
- Sancataldese
- Troina
- Turris

## Poule Scudetto
Per l'assegnazione del titolo italiano di Serie D, al termine della stagione regolare, le nove squadre prime classificate vengono suddivise in tre triangolari e si incontrano in gare di sola andata. Nel secondo turno riposa chi ha vinto il primo incontro o, in caso di pareggio, quella che ha disputato la prima sfida in trasferta.
Le vincenti dei triangolari e la miglior seconda accedono alle semifinali, che vengono definite per sorteggio e che si disputano, così come per la finale Scudetto, in campo neutro e senza tempi supplementari, in caso di parità si va direttamente ai rigori.
Nel caso in cui due o tutte e tre le squadre concludessero il proprio triangolare a pari punti, per determinare la vincente si terrà conto dello scontro diretto e della migliore posizione nella classifica della Coppa Disciplina. Per stabilire la migliore tra le seconde, si terrà conto dei punti ottenuti negli incontri disputati, della migliore posizione nella classifica della Coppa Disciplina, dell'età media più giovane.

### Squadre partecipanti
| Triangolare 1        | Triangolare 2 | Triangolare 3 |
| -------------------- | ------------- | ------------- |
| Lecco                | Pergolettese  | Avellino      |
| Como                 | Pianese       | AZ Picerno    |
| Arzignano Valchiampo | Cesena        | Bari          |

### Turno preliminare

#### Triangolare 1
| Squadra                 | P.ti | G | V | N | P | GF | GS | DR |
| ----------------------- | ---- | - | - | - | - | -- | -- | -- |
| 1. Lecco                | 4    | 2 | 1 | 1 | 0 | 5  | 4  | +1 |
| 2. Como                 | 2    | 2 | 0 | 2 | 0 | 3  | 3  | 0  |
| 3. Arzignano Valchiampo | 1    | 2 | 0 | 1 | 1 | 1  | 2  | -1 |

|                      | Risultati |                      | Luogo e data              |
| -------------------- | --------- | -------------------- | ------------------------- |
| Arzignano Valchiampo | 0-0       | Como                 | Arzignano, 12 maggio 2019 |
| Lecco                | 2-1       | Arzignano Valchiampo | Lecco, 18 maggio 2019     |
| Como                 | 3-3       | Lecco                | Como, 22 maggio 2019      |

#### Triangolare 2
| Squadra         | P.ti | G | V | N | P | GF | GS | DR |
| --------------- | ---- | - | - | - | - | -- | -- | -- |
| 1. Cesena       | 6    | 2 | 2 | 0 | 0 | 4  | 1  | +3 |
| 2. Pergolettese | 3    | 2 | 1 | 0 | 1 | 3  | 4  | -1 |
| 3. Pianese      | 0    | 2 | 0 | 0 | 2 | 1  | 3  | -2 |

|              | Risultati |              | Luogo e data                   |
| ------------ | --------- | ------------ | ------------------------------ |
| Pianese      | 0-1       | Cesena       | Piancastagnaio, 12 maggio 2019 |
| Pergolettese | 2-1       | Pianese      | Crema, 19 maggio 2019          |
| Cesena       | 3-1       | Pergolettese | Cesena, 22 maggio 2019         |

#### Triangolare 3
| Squadra       | P.ti | G | V | N | P | GF | GS | DR |
| ------------- | ---- | - | - | - | - | -- | -- | -- |
| 1. Avellino   | 6    | 2 | 2 | 0 | 0 | 2  | 0  | +2 |
| 2. Bari       | 1    | 2 | 0 | 1 | 1 | 0  | 1  | -1 |
| 3. AZ Picerno | 1    | 2 | 0 | 1 | 1 | 0  | 1  | -1 |

|            | Risultati |            | Luogo e data             |
| ---------- | --------- | ---------- | ------------------------ |
| Bari       | 0-0       | AZ Picerno | Bari, 12 maggio 2019     |
| Avellino   | 1-0       | Bari       | Avellino, 19 maggio 2019 |
| AZ Picerno | 0-1       | Avellino   | Picerno, 22 maggio 2019  |

### Fase finale
Le squadre qualificate alla fase finale, comprendenti semifinali e finale, hanno disputato le gare in campo neutro dal 31 maggio al 2 giugno 2019.
Gli incontri della fase finale si sono giocati in gara unica e non sono previsti al termine dei 90' i tempi supplementari, ma in caso di parità si andrà direttamente ai calci di rigore.

#### Semifinali
|          | Risultati |              | Luogo e data            |
| -------- | --------- | ------------ | ----------------------- |
| Cesena   | 0-2       | Lecco        | Foligno, 31 maggio 2019 |
| Avellino | 3-0       | Pergolettese | Gubbio, 31 maggio 2019  |

#### Finale
|       | Risultati     |          | Luogo e data           |
| ----- | ------------- | -------- | ---------------------- |
| Lecco | 1-1 (0-2 dtr) | Avellino | Perugia, 2 giugno 2019 |